# Mickaël Serreau
Mickaël Serreau, né le 4 janvier 1975 à Courtalain (Eure-et-Loir), est un footballeur français.

## Biographie
Natif de Courtalain, le 4 janvier 1975, Mickaël Serreau joue à Cloyes puis Chateaudun puis intègre le centre de formation du Toulouse FC en 1991.
À 19 ans, Mickael Serreau dispute ses premiers matchs chez les professionnels et signe un contrat de quatre ans au TFC. Il est prêté au FC Lorient puis au FC Martigues avant de revenir à Toulouse. Après un bref passage au Portugal, au Moreirense FC, il signe pour une saison en National, au Red Star, avant de rejoindre le FC Marmande 47 en CFA 2. Approché par des clubs de National, il préfère préparer son avenir après football, en signant au FC Chartres. Il est, pour la saison 2002-2003, l'homme d'expérience d'une formation qui vise le maintien en CFA 2.

## Statistiques
| Saison                | Club                  | Championnat           | Championnat | Championnat | Coupe(s) nationale(s) | Coupe(s) nationale(s) | Total | Total |
| Saison                | Club                  | Division              | M.          | B.          | M.                    | B.                    | M.    | B.    |
| 1993-1994             | Toulouse FC           | D1                    | 10          | 0           | 1                     | 0                     | 11    | 0     |
| 1994-1995             | Toulouse FC           | D2                    | 18          | 1           | 3                     | 0                     | 21    | 1     |
| 1995-1996             | FC Lorient (prêt)     | D2                    | 18          | 2           | -                     | -                     | 18    | 2     |
| 1996-1997             | Toulouse FC           | D2                    | 12          | 1           | 1                     | 0                     | 13    | 1     |
| 1997-1998             | FC Martigues (prêt)   | D2                    | 31          | 2           | 2                     | 0                     | 33    | 2     |
| 1998-1999             | Toulouse FC           | D1                    | 6           | 0           | 1                     | 0                     | 7     | 0     |
| Sous-total            | Sous-total            | Sous-total            | 46          | 2           | 6                     | 0                     | 52    | 2     |
| 1999                  | Moreirense FC         | D2                    | 10          | 0           | 0                     | 0                     | 10    | 0     |
| Total sur la carrière | Total sur la carrière | Total sur la carrière | 99          | 6           | 8                     | 0                     | 107   | 6     |

## Palmarès
- Championnat de France de football -17ans Toulouse FC
  - Vice-champion : 1992
- Championnat de France de football Division 4 (équipe réserve) du Toulouse FC
  - champion de France : 1993
- Jeux de la Francophonie, équipe de France
  - Champion 1994
- Championnat de France de Ligue 2
  - Vice-champion : 1997